# Vojtěch Suk
Vojtěch Suk (18. září 1879 Praha – 8. březen 1967 Brno) byl český lékař, antropolog a antropobiolog, etnograf, cestovatel a spisovatel. Ve své lékařské a antropologické práci prosazoval rovnoprávnost lidských plemen.

## Život

### Studia
Studoval lékařství, filozofii a přírodní vědy na univerzitách v Praze, Curychu a Bologni. V roce 1910 získal titul PhDr., v roce 1922 ukončil svá studia medicíny a získal titul MUDr., v roce 1919 habilitoval, v roce 1923 byl jmenován mimořádným profesorem a v roce 1929 řádným profesorem. V roce 1955 mu byl udělen titul DrSc.

### Kariéra
V letech 1913–1914 pracoval na popud amerického antropologa českého původu Aleše Hrdličky v Africe. Zde byl počátkem první světové války zajat.
V letech 1918–1923 působil na Univerzitě Karlově, v letech 1923–1949 pak na Masarykově univerzitě v Brně (v době uzavření českých vysokých škol v letech 1940–1945 působil jako lékař v okresní nemocnici ve Dvoře Králové nad Labem),
Založil a dlouhá léta vedl Antropologický ústav Přírodovědecké fakulty Masarykovy univerzity, v letech 1932–1933 byl děkanem PřF MU.
V roce 1926 působil jako lékař na misijních stanicích na poloostrově Labrador v Kanadě. Ve své práci se zabýval především serologickým a hematologickým výzkum lidských plemen. V době uzavření vysokých škol za okupace pracoval jako lékař v nemocnici ve Dvoře Králové nad Labem. pro své názory o rovnosti lidských ras byl vyšetřován Gestapem.
Po roce 1945 se vrátil na Masarykovu univerzitu.

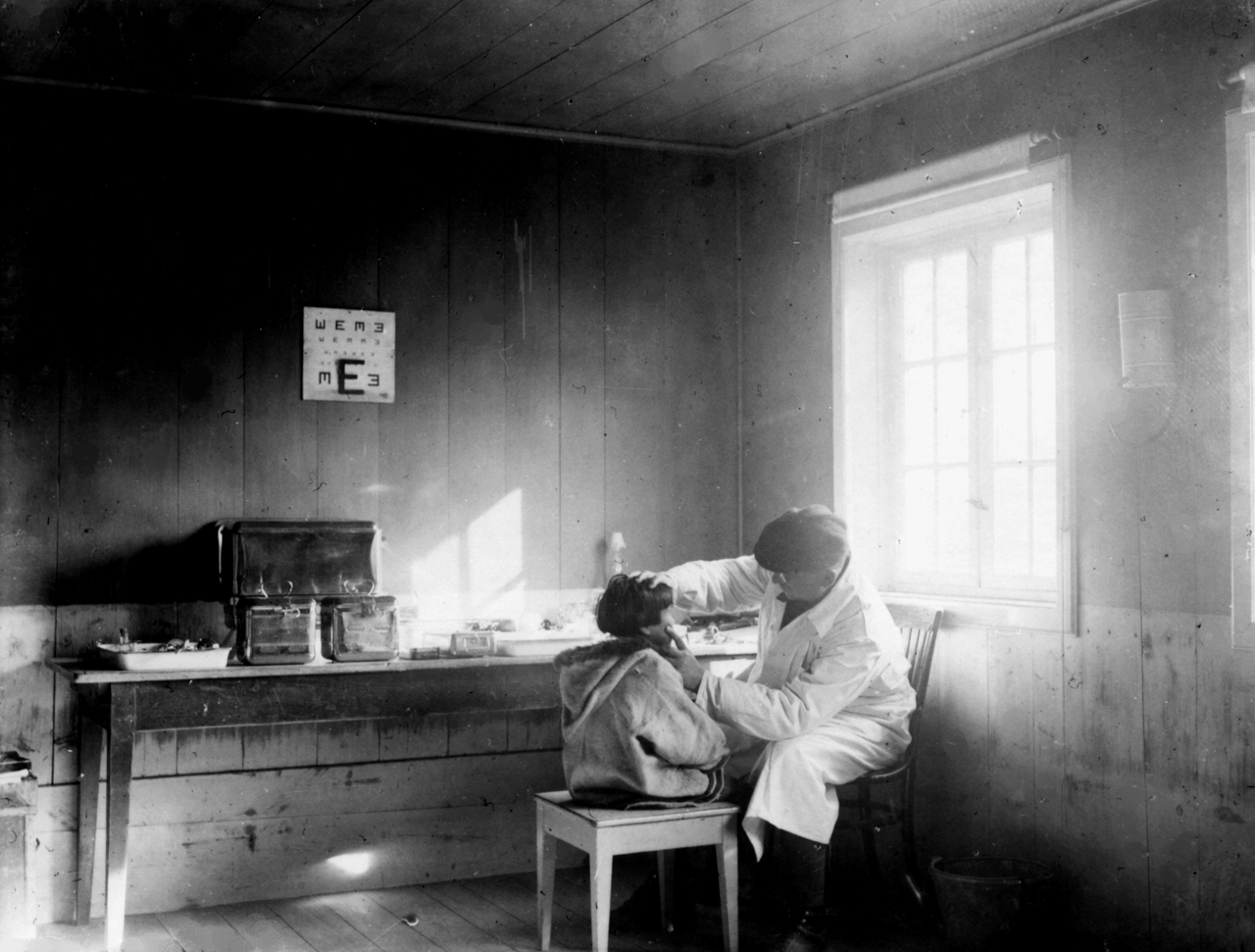
V. Suk provádí vyšetření během své výzkumné expedice na Labradoru v letech 1926–1927
Pracovna V. Suka ve 30. letech 20. století

## Spisy
Vedle odborných publikací lékařských a antropologických je rovněž autorem vzpomínek na své cesty do Afriky a Kanady.
- SUK, Vojtěch. Africká dobrodružství. Praha: Jos. R. Vilímek, 1921. 101 s.
- SUK, Vojtěch. Po stopách Holubových ; Lékařem na Labradoru : kniha o dobrodružném putování českého lékaře po černé Africe a drsném Severu. Brno: Blok, 1975. 144 s.

## Pozůstalost
Své etnografické sbírky, knihovnu a sbírku fotografií odkázal Náprstkovu muzeu. Osobní fond je uložen v Archivu Národního muzea v Praze.